# Max Holloway
Jerome Max Holloway (Waianae, 4 december 1991) is een Amerikaanse MMA-vechter van inheems Hawaïaans en Samoaanse afkomst. Hij was van 3 juni 2017 tot 14 december 2019 wereldkampioen vedergewicht (tot 66 kilo) bij de UFC.

## Carrière
Holloway begon in zijn jeugd met kickboksen. Hij debuteerde in 2010 in MMA met een overwinning op Duke Saragosa (unanieme jurybeslissing), binnen de Hawaïaanse organisatie X-1. Daarna won hij ook zijn volgende drie partijen. In één daarvan sloeg hij Bryson Kamaka na ruim drie minuten knock-out (KO).
Holloway maakte in februari 2012 zijn debuut binnen de UFC. Dustin Poirier diende hem die dag met een armklem zijn eerste nederlaag toe. Holloway herpakte zich vier maanden later met een overwinning op Pat Schilling (unanieme jurybeslissing) tijdens de finaledag van het vijftiende seizoen van het televisieprogramma The Ultimate Fighter. Later dat jaar versloeg hij ook Justin Lawrence (technische knock-out, TKO) en Leonard Garcia (verdeelde jurybeslissing). 
Holloway kwam in 2013 twee keer in actie en verloor beide keren. Hij leed in mei een nederlaag tegen Dennis Bermudez (verdeelde jurybeslissing) en in augustus tegen Conor McGregor (unanieme jurybeslissing). Holloway herpakte zich opnieuw en won van 2014 tot en met 2016 vervolgens tien partijen op rij. Daarvan besliste hij er vijf door middel van een KO of TKO en twee door een verwurging (guillotine choke). Zijn tiende zege in de reeks (TKO tegen Anthony Pettis) leverde hem de interim-titel en het recht op een gevecht om de algehele titel in het vedergewicht op.

### Wereldkampioen
Holloway vocht op 3 juni 2017 om het UFC-kampioenschap in het vedergewicht tegen titelhouder José Aldo. De Hawaïaan was in het begin van de partij de onderliggende partij. Daarna kreeg hij hoe langer hoe meer de overhand. Hij sloeg Aldo in ronde drie neer en dook daarna bovenop hem. Nadat hij de liggende Braziliaan nog twee minuten zonder veel tegenstand bewerkte, beëindigde de scheidsrechter de partij. Daarmee was Holloway de derde wereldkampioen vedergewicht in de geschiedenis van de UFC.
Holloway zou op 2 december 2017 zijn titel voor de eerste keer verdedigen tegen Frankie Edgar, maar die zegde geblesseerd af. Aldo benutte daarop de kans om een directe rematch aan te gaan. Holloway was hem opnieuw de baas, wederom via een TKO vlak voor het einde van de derde ronde. Nadat Tony Ferguson in april 2018 geblesseerd afzegde voor een gevecht tegen Chabib Noermagomedov, stemde Holloway erin toe om het in zijn plaats op te nemen tegen de Rus. Dit gevecht zou om de UFC-titel in het lichtgewicht (tot 70 kilo) gaan. UFC-doktoren verboden Holloway een paar dagen later echter om deel te nemen aan het gevecht. Hij zou te veel kilo's in te weinig tijd af moeten vallen om op een verantwoorde manier op gewicht te komen. Holloway verdedigde in december 2018 voor de tweede keer zijn titel in het vedergewicht. Hij diende die dag Brian Ortega zijn eerste nederlaag toe. De vechters namen in de eerste drie ronden om beurten het initiatief, waarna Holloway de vierde zodanig domineerde dat hij veel schade toebracht aan het hoofd van Ortega. Zo veel dat de ringarts hem daarna niet toestond om opnieuw het strijdperk in te gaan voor ronde vijf. Holloway won zo op basis van een technische knock-out.
Holloway nam het in april 2019 voor de tweede keer in zijn carrière op tegen Poirier. De inzet was deze keer de interim-titel in het lichtgewicht en daarmee het recht op een titelgevecht tegen Noermagomedov. Poirier was Holloway opnieuw de baas. Hij hield het ditmaal de volle vijf ronden van vijf minuten vol, maar daarna wees de jury zijn tegenstander unaniem aan als winnaar.

### Holloway vs. Volkanovski
Holloway verdedigde in juli 2019 voor de derde keer zijn titel in het vedergewicht, tegen de nu wel fitte Edgar. Het gevecht duurde de volle 25 minuten. De jury wees Holloway daarna unaniem aan als winnaar. Dit gebeurde niet in december 2019. Deze keer wees de jury Alexander Volkanovski na vijf ronden (unaniem) aan als winnaar en was Holloway zijn titel kwijt. De UFC gunde de Amerikaan een rematch in juli 2020, maar de jury wees opnieuw Volkanovski aan als winnaar (split decision). Holloway werkte zich in 2021 weer op met overwinningen op Calvin Kattar en Yair Rodriguez en mocht in juli 2022 voor de derde keer tegen Volkanovski vechten, maar die was hem ook deze keer de baas (unanieme jurybeslissing).

## Bijzonderheden
Holloway draagt actief uit dat hij een Hawaïaan is. Wanneer hij opkomt, is dat daarom altijd met een Hawaïaanse vlag. Omdat er geen Hawaïaans MMA-tenue bestaat binnen de UFC, draagt hij het internationale in plaats van het Amerikaanse.